# Porsche
Dr. Ing. h. c. F. Porsche AG är ett tyskt bilmärke som har sitt säte i Stuttgart, Tyskland. Företaget är mest känt för sportbilsmodellen Porsche 911.

## Historia

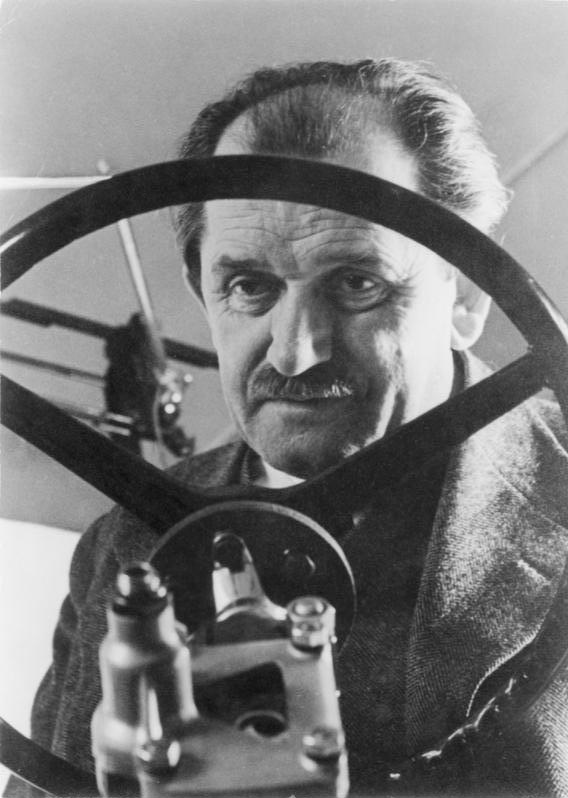
Dr. Ferdinand Porsche.

### Ferdinand Porsche
Ferdinand Porsche startade Porsche Konstruktionsbüro für Motoren-Fahrzeug-Luftfahrzeug und Wasserfahrzeug i Stuttgart den 6 mars 1931. Porsche ägde 70 procent av bolaget, Adolf Rosenberger och Anton Piëch ägde vardera 15 procent. Till de första medarbetarna hörde Ferry Porsche, överingenjören Karl Rabe, växellådsspecialisten Karl Fröhlich, motorspecialisten Josef Kales och axelkonstruktionsspecialisten Josef Zahradnik. Senare anslöt Erwin Komenda.
Porsche hade bakom sig en lång karriär som konstruktör hos bland annat Austro-Daimler, Daimler-Motoren-Gesellschaft och Steyr-Werke som implementerade hans idéer framgångsrikt i sina modeller. Världsekonomin och i synnerhet Tysklands ekonomi var vid denna tid mycket dålig. Adolf Rosenberger säkrade bolagets finansiella överlevnad när uppdragen var få i början och Porsche satsade på dyra konstruktioner.
Bland de första uppdragen var utvecklingen av småbilen Porsche Typ 12 för Zündapp i Nürnberg 1931. Företaget stod framförallt för utvecklingen av Volkswagen på uppdrag av Reichsverbandes der Automobilindustrie samt Auto Union typ C. 1938 premiärvisades Porsche 64, vilket var en Volkswagen 64 med handarbetad aluminiumkaross och 50 hästkrafter. Utvecklingen lades ner när andra världskriget bröt ut. 1937 fick Porsche i uppdrag att utveckla en folktraktorn av DAF.
Mer information: Volkswagens historia under 1930-talet.

### Andra världskriget

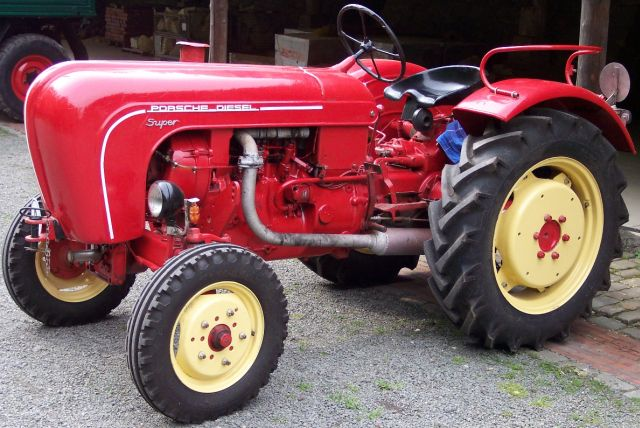
Porsche traktor.

Under hela kriget var företaget en del av den tyska rustningsindustrin vilket resulterade i en rad militärfordon baserade på Volkswagen. Skiljt från bilproduktion jobbade även Porsche med att ta fram prototyper till vad som skulle bli den välkända stridsvagnen Tiger I, dock visade det sig att Porsches prototyp inte höll måttet utan kom bara till nytta som chassi till en pansarvärnskanonvagn som fick bära Ferdinand Porsches namn - Ferdinand. Ett nytt försök gjordes av Porsche när de fick chansen att göra tornet till efterföljaren av Tiger I, Tiger II - Men bara de 50 första vagnarna använde Porschetornet, resten av produktionen på 489 använde torn från Henschel.
Porsches samarbete med nazisterna grundades i Porsches bilintresse. Han var intresserad av att kunna bygga bilar och det var något nazistpartiet kunde hjälpa honom med. När kriget var slut greps Ferdinand Porsche, hans son Ferry Porsche och Porsches företagsjurist Anton Piëch av fransmännen som krigsförbrytare. Ferry släpptes snabbt och styrde tillsammans med sin syster Louise familjeföretaget i Gmünd i Österrike. Porsche arbetade en tid mest med tillverkning och reparation av jordbruksredskap tills ett arbete med Typ 360 Cisitalia gav tillräckligt med pengar för att kunna friköpa Anton Piëch och Ferdinand Porsche. 360 Cisitalia hade premiär på motorsalongen i Turin 1949 och var den första racerbilen med fyrhjulsdrift och mittmotor. Ferry ville dock skapa den första riktiga Porschen. Denna blev Porsche 356 som hade rörramschassi, aluminiumkaross och bakmonterad Volkswagenmotor på 1131 kubik, bilen hade premiär 1948.
Mer information om Volkswagenbilarna: Volkswagens historia 1940-talet.

### Framgångar som sportvagnstillverkare

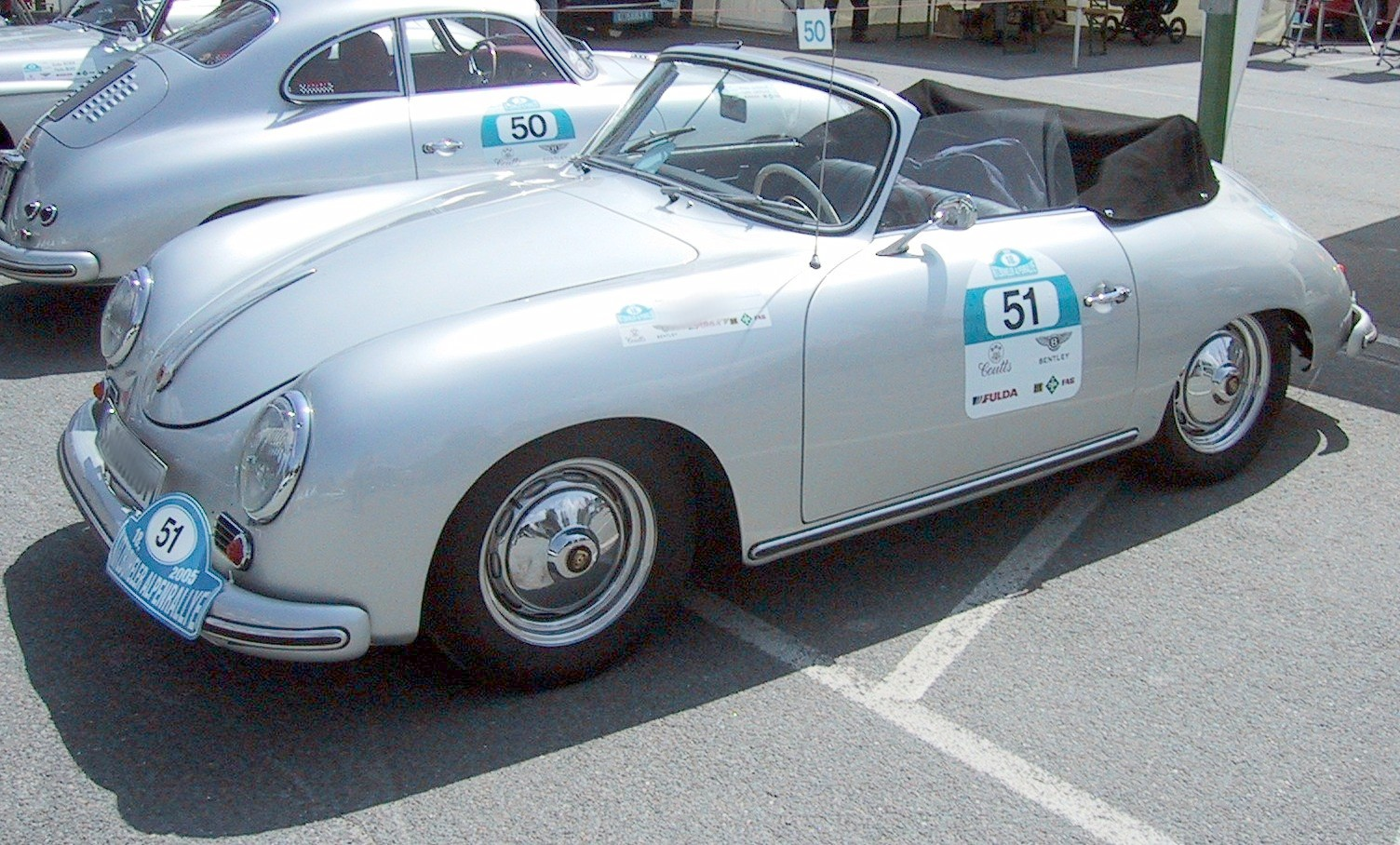
1956 Porsche 356.

1950 flyttade Porsche sin tillverkning till Stuttgart och försäljningen av 356 gick för fullt. Man vann 1100-kubiksklassen i Le Mans 24-timmars 1951. Lite senare samma år avled Ferdinand Porsche, då hans hälsa varit dålig efter fängelsevistelsen. Ferry hade  vid denna tiden god kontroll på företaget och 356 såldes, vidareutvecklades och tävlingskördes kraftigt. 1953 dök Porsche 550 Spyder upp, en ren racingvagn med 110 hästkrafter. Den vann många stora tävlingar, till exempel Targa Florio 1956. 1955 premiärvisade Porsche 356A, en uppdatering av den gamla 356:an. Många nya motoralternativ blev möjliga, bland annat en Carrera-modell med 1,5 liters motor. 1957 kom ännu en racingporsche, nämligen 718 RSK som ytterligare ökade Porsches makt inom bilracingen. 1959 kom nästa version av 356, nämligen 356B, vilket var en ganska omvälvande uppdatering av 356A. Under 1950-talet tillverkades även traktorer. Den fyrhjulsdrivna terrängbilen Porsche 597 Jagdwagen tillverkades också i ett fåtal exemplar.
Porsche tävlade i formel 1 1957–1962. De debuterade med två stycken  Porsche 550RS i Tysklands Grand Prix 1957.
Man levererade också bilar till formel 1-stallet Ecurie Maarsbergen 1957–1959 och 1961–1964.

### Porsche 911 lanseras

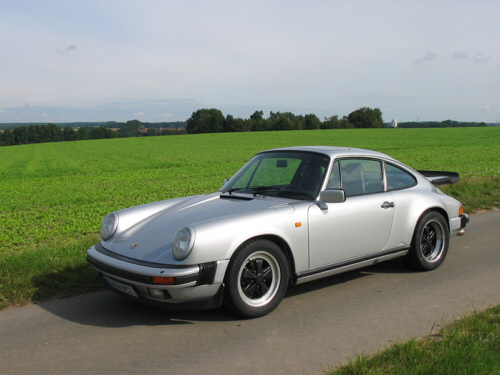
911 Carrera.

1962, deras sista formel 1-säsong, körde man i Porsche 804. 1964 släpptes modell 904 och 1966 Porsche 906, dessa två var rena tävlingsbilar. Sextiotalet var dock mer än racing för Porsche, huvudnyheten under detta årtionde var ersättaren till 356:an som vid denna tidpunkt hunnit bli ganska gammal. Den nya bilen kallades Porsche 901, och visades upp 1963. Den bytte senare namn till 911 på grund av protester från Peugeot, som sedan tidigare hade använt modellbeteckningar bestående av tre siffror med en nolla i mitten. Samma år lanserades också 356C, den sista inkarnationen 356. 1965 lades slutligen modellen ned för gott. Totalt tillverkades mer än 76 000 Porsche 356.
1972 ombildades Porsche till ett aktiebolag och blev Porsche AG. F.A. Porsche grundade formgivningsfirman Porsche Design.
1978 presenterades Porsche 924 som var en fortsättning på samarbetet med Volkswagen. 924:an hade många komponenter från Audi och tillverkades i Audis fabrik i Neckarsulm.
1985 presenterades Porsche 959. 1986 blev Porsche 959 den första sportbilen som vann Dakarrallyt.

### Modernisering och bredare modellprogram
Under 1990-talet var Porsche i kris med en gammalmodig tillverkning och vikande försäljningssiffror. Under Wendelin Wiedekings ledning startades en omstrukturering och modernisering av företaget. Tillverkningen blev effektivare och delar av tillverkningen flyttades. Porsche Boxster blev en framgång som alternativ till Porsche 911. Den tillverkades av Valmet i finska Nystad. Porsche breddade sig i och med lanseringen av SUV-modellen Porsche Cayenne som blivit en stor framgång, inte minst på USA-marknaden. Cayenne är systermodell med Volkswagen Touareg och Audi Q7. Porsche öppnade en ny fabrik i Leipzig. Man har också en fabrik i Bratislava.

### Porsche och Volkswagen

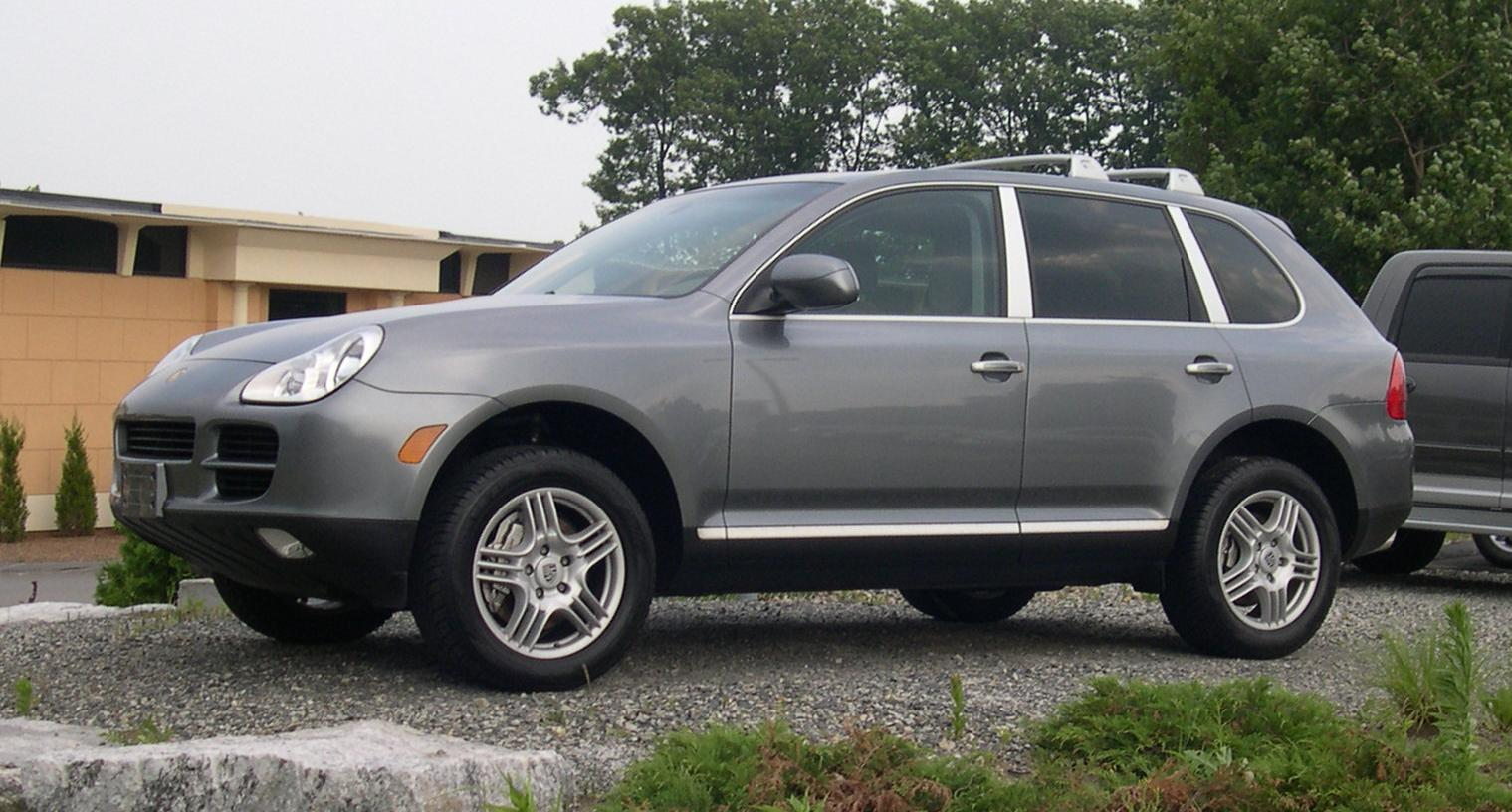
Porsche Cayenne.

I slutet av 2005 köpte Porsche 18,65 procent av aktierna i Volkswagen AG. Under 2008 när Porsche köpte till sig 51 procent av aktierna i VW såg det ut som att den lilla, men extremt lönsamma biltillverkaren skulle lyckas med sin plan. Siktet var då inställt på en aktieandel på 75 procent och därmed full kontroll över hela VW-koncernen. Men på grund av finanskrisen 2008-2009 har uppköpsprocessen gjort Porsche svårt skuldtyngt. Porsche tvingades tänka om och beslutade sig under 2009 att bilda gemensamt bolag med VW.
Efter det misslyckade försöket att ta över Volkswagen AG avgick Wendelin Wiedeking som VD i juli 2009 och ersattes av Michael Macht. Sommaren 2012 köptes resterande aktier (50,1%) i Porsche av Volkswagen AG, vilket innebär att man nu är ett helägt märke inom VW-koncernen.

## Företaget
Porsche Holding är största ägare av Porsche AG tillika VW-gruppen.

## Produktionsorter
- Zuffenhausen, Stuttgart
  - Motorer, sammansättning
- Bratislava
  - Karosser
- Leipzig
  - Porsche Cayenne
- Nystad (Valmet Automotive)
  - Porsche Boxster
  - Porsche Cayman

## Bilen

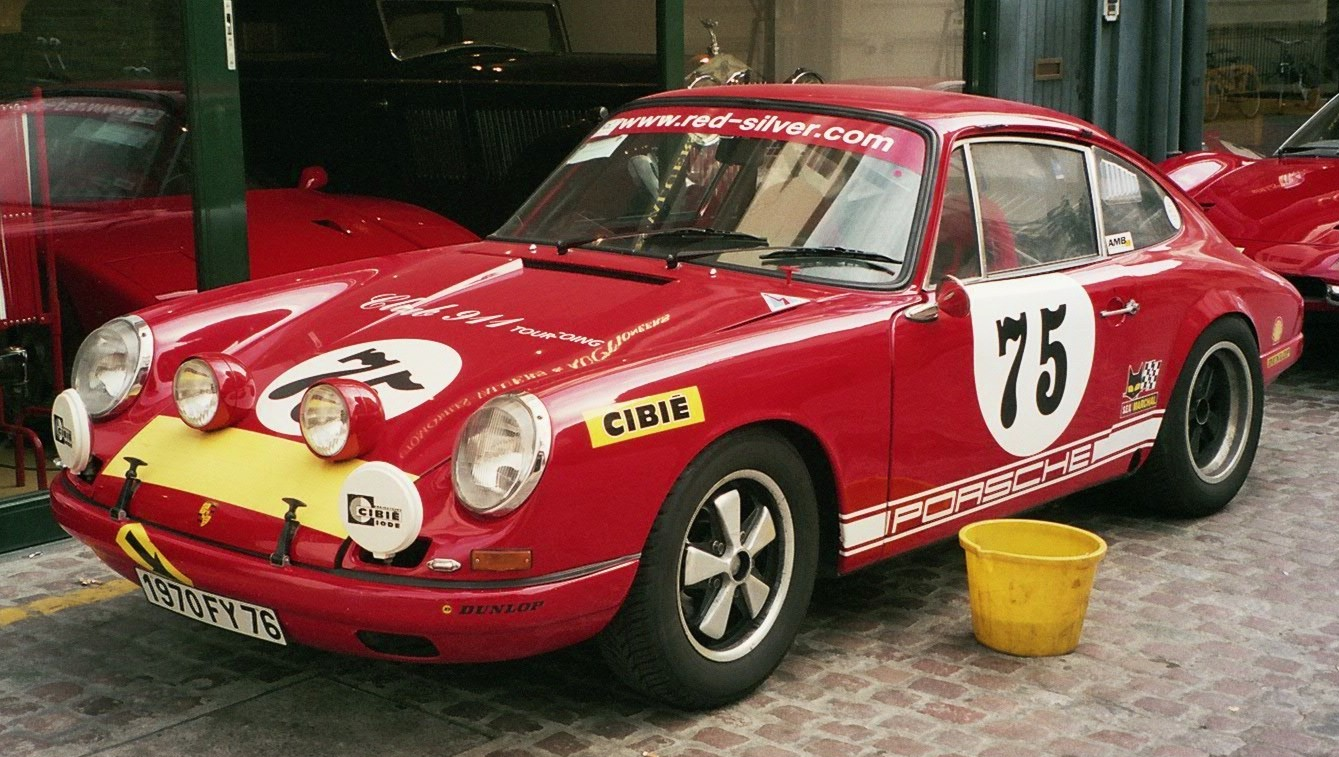
Porsche 911.

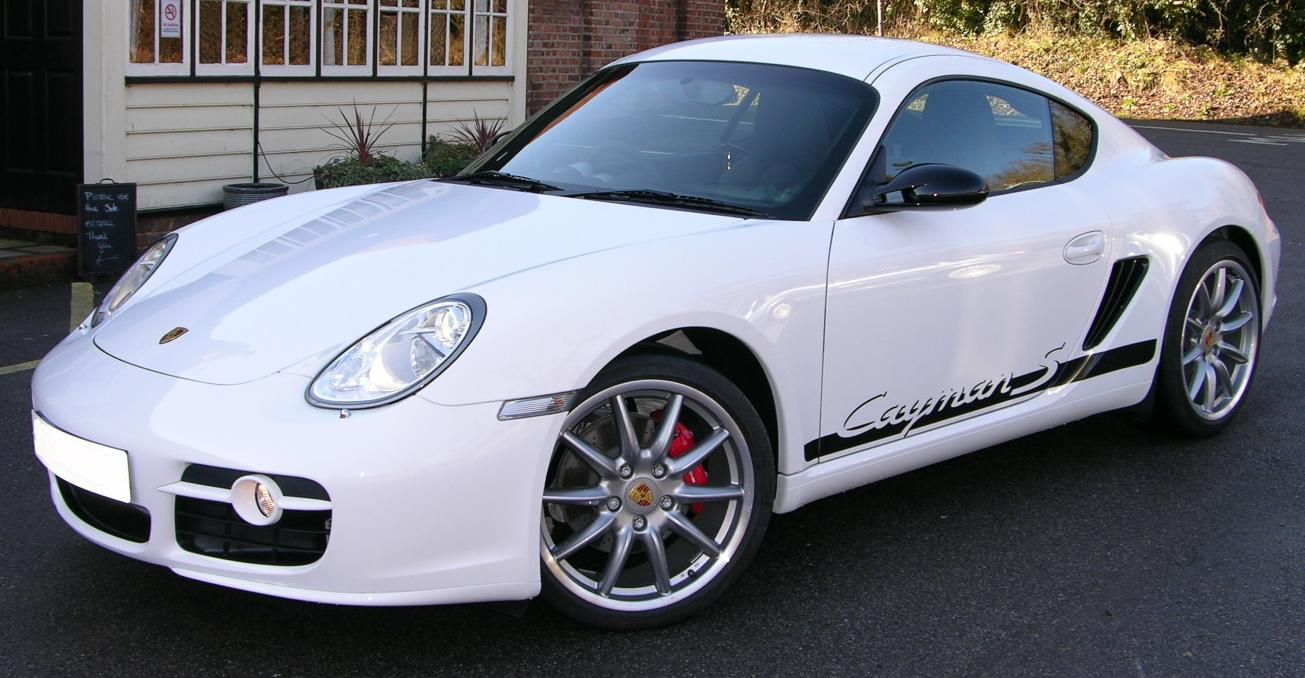
Porsche Cayman.

Den kanske mest kända Porschen är 911:an. Prestandan 1965 var 0-100 på 9,1 sek samt en topphastighet på 209 km/h. Denna bilen lever på sätt och vis kvar än idag i form av dagens 911:a, Porsche 911 Turbo S (992) (prestanda: 0-100: 2,5 sek, topphastighet: 330 km/h, motoreffekt: 650 hk. 911 utvecklades snabbt till en av världens stora sportbilar.
Några år efter 911:ans födelse hade Porsche planer på att lägga ner den. Porsche tyckte det var dags för en efterträdare till 911:an och började jobba på Porsche 928. Den första 928:an lämnade produktionsbandet 1978 och hade prestanda på 0-100 på 6,8 sek, topphastighet på 230 km/h och en motoreffekt på 240 hk. Även om Porsche 928 hade bättre prestanda och inte hade de egenheter som 911:an hade så blev den aldrig samma försäljningssuccé som Porsche 911. 1995 rullade den sista Porsche 928 av bandet i form av Porsche 928 GTS. Den hade då en 350 hk stark motor som tog den 0-100 på 5,14 sek och hade en topphastighet på 275 km/h.
2001-2002 lanserade Porsche sin första SUV, Cayenne, som genast blev en succé.
De två snabbaste Porschemodellerna för gatbruk genom tiderna är 959:an (1988) och Carrera GT (2003), med topphastigheter ganska rejält över 300 km/h. För mer information, besök hemsidan.
Porsche har också haft stora framgångar inom bilsport.
Det finns flera andra modeller för gatbruk som även de gör långt över 300 km/h, bland andra 996 GT2 som testades i Motorjournalen för något år sedan. Den toppade 335 km/h på tyska Autobahn.

## Modeller
| - Porsche 64 - Porsche 356 - Porsche 360 Cisitalia - Porsche 546 - Porsche 550 Spyder - Porsche 587 - Porsche 692 - Porsche 695 (Prototyp) - Porsche 718 RSK - Porsche 718 - Porsche 804 - Porsche 901 - Porsche 904 - Porsche 905 - Porsche 906 - Porsche 907 - Porsche 908 - Porsche 909 Bergspyder - Porsche 910 - Porsche 911 - Porsche 912 - Porsche 914 - Porsche 915 | - Porsche 916 - Porsche 917 - Porsche 918 - Porsche 922 - Porsche 924 - Porsche 928 - Porsche 930 (911 Turbo) - Porsche 931 (924 Turbo) - Porsche 933 (924 specialmodell) - Porsche 934 - Porsche 935 - Porsche 936 - Porsche 937 (924 Carrera GT) - Porsche 939 - Porsche 942 (928 specialmodell) - Porsche 944 - Porsche 950 - Porsche 951 (944 Turbo) - Porsche 954 - Porsche 955 Cayenne - Porsche 956 - Porsche 958 Cayenne - Porsche 959 | - Porsche 960 - Porsche 961 - Porsche 962 - Porsche 964 - Porsche 965 (964 Turbo) - Porsche 966 - Porsche 968 - Porsche 980 Carrera GT - Porsche 989 (Prototyp) - Porsche 993 - Porsche 996 - Porsche 997 - Porsche 1300 S - Porsche Coupe Abarth - Porsche Boxster - Porsche Cayman - Porsche E2 (Prototyp) - Porsche Panamericana (Prototyp) - Porsche Panamera - Porsche RS Spyder - Porsche Tapiro - Porsche Macan |

Porsche säljer idag personbilar från 6 olika modellserier - 911, 718, Taycan, Panamera, Macan och Cayenne. 

### 911-serien
Porsche 911 är en sportbil och Porsches mest välkända modell genom tiderna och har sålts sedan 1960-talet. Sportbilen kännetecknas av dess svansmonterade 6 cylindriga boxermotor. Idag består 911 serien av ett brett utbud för att tillfredsställa alla kunder. Instegsmodellen heter 911 Carrera och följs av Carrera 4, Carrera S, Carrera 4S, Carrera GTS, Carrera 4 GTS (4:an står för fyrhjulsdrift). Alla dessa modeller finns i både coupé och cabriolet. Vill man ha ett avtagbart hårt tak istället för tyg varianterna finns 911 Targa 4, Targa 4S och Targa 4 GTS. I toppen av 911 serien finns 911 Turbo och Turbo S, även dessa är tillgängliga i cabriolet. I 911 serien finns även racerbilarna 911 GT3, GT3 RS och GT3 Touring. 
911:an har kommit i många olika former sedan dess debut, några exempel på upphörda 911:or är 911 GT2 RS, 911 GT1 och 911 R. 

### 718-serien
Porsche 718 är Porsches billigare och mindre sportbil. 718 serien består av 718 Cayman (coupé) och 718 Boxter (cabriolet). Cayman och Boxter bilarna har i sin tur flera versioner - T, S och GTS 4.0. 718 Cayman serien har vidare utvidgats med modellerna Spyder, GT4 och GT4 RS.

### Taycan
Taycan är Porsches enda helelektriska bil och görs endast i 4 dörrars-versioner. Taycanserien startar med instegsmodellen Taycan och följs av Taycan 4, 4S, GTS, Turbo och Turbo S. Alla modeller görs som antingen sedan, Sport Turismo (kombi) och Cross Turismo (offroad kombi).

### Panamera
Panamera är en 4-dörrars sedan eller kombi. Panamera serien består av Panamera, Panamera 4, 4S, GTS och Turbo S. Alla modeller finns tillgängliga i antingen sedan eller Sport Turismo (kombi). Det finns även en e-hybridversion av alla modeller. 

### Macan
Macan är Porsches mindre SUV/crossover. 

### Cayenne

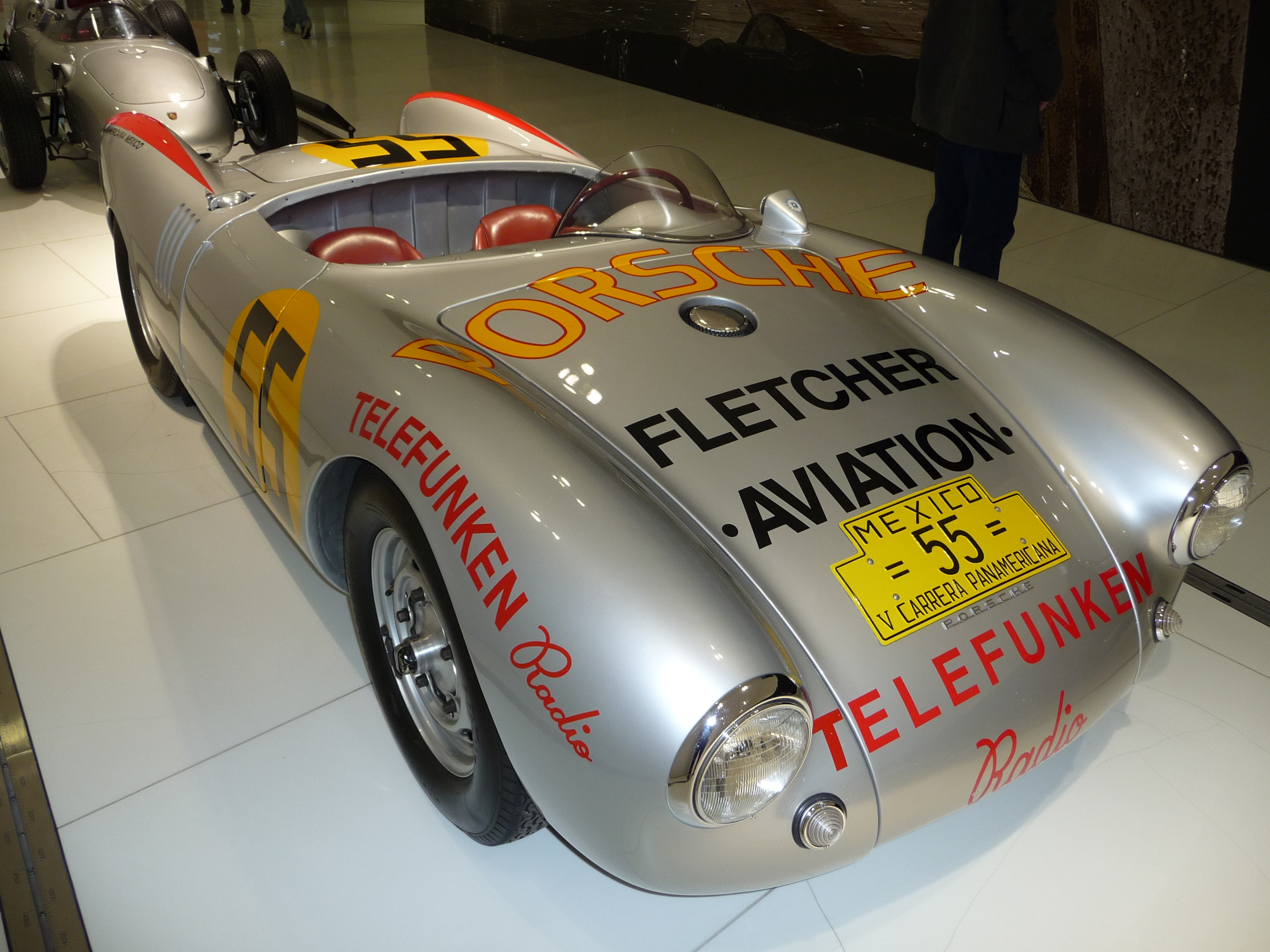
Porsche 550 Spyder.

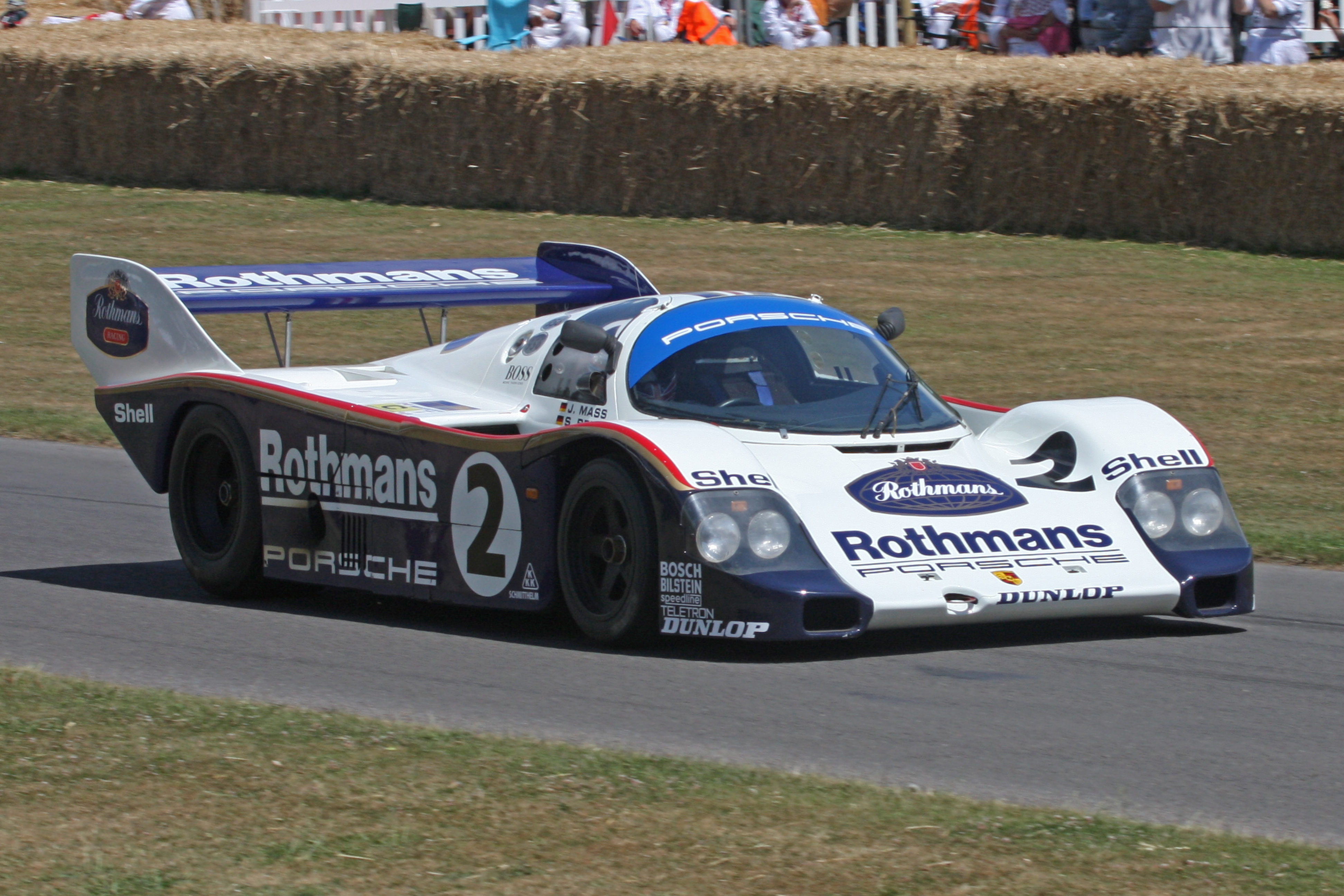
Porsche 956.

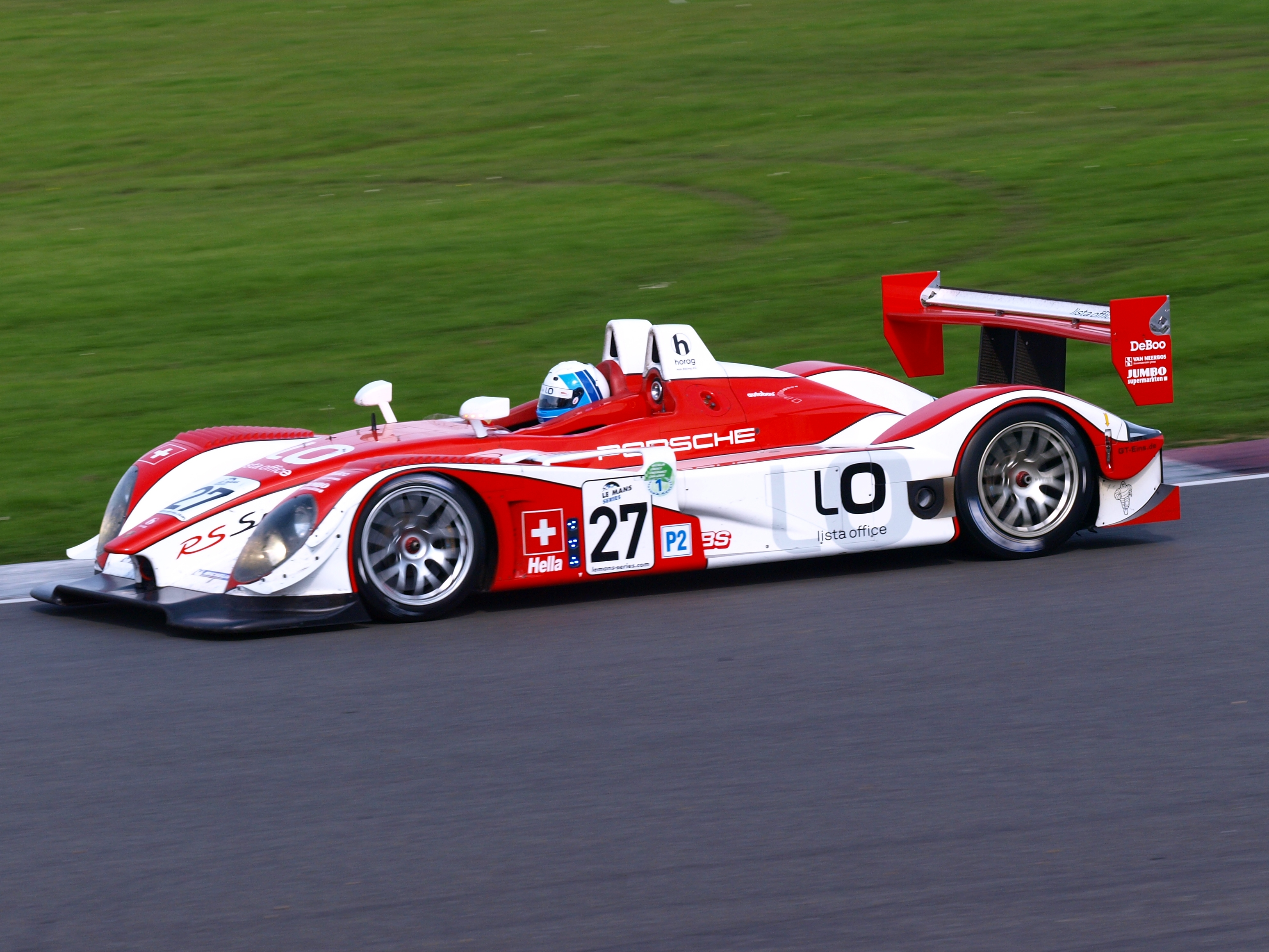
Porsche RS Spyder.

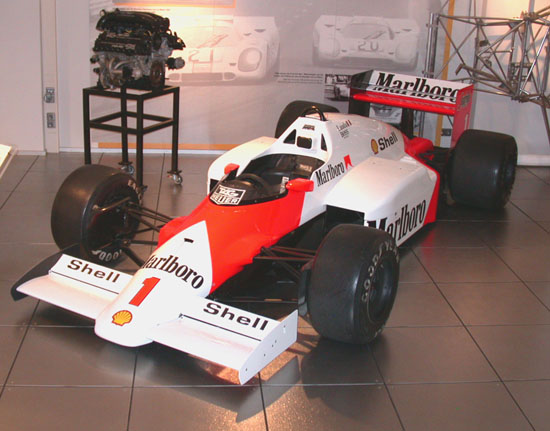
McLaren MP4/2-TAG Porsche.

Cayenne är Porsches större SUV.

## Motorsport
Porsche började tävla med trimmade exemplar av 356:an. Snart följde specialbyggda tävlingsbilar som 550 Spyder och 718 RSK. Trots att dessa hade små motorer i förhållande till konkurrenterna lyckades Porsche ta framskjutna placeringar i landsvägslopp som Carrera Panamericana och Targa Florio. Mot slutet av 1950-talet tävlade Porsche även i formel 2 med sina 1,5-litersbilar.
Från början av 1960-talet deltog Porsche även i rally. 911:an tog fyra segrar i Monte Carlo-rallyt under sextio- och sjuttiotalet, två av dessa med Björn Waldegård bakom ratten. I mitten av 1980-talet vann Porsche Dakarrallyt två gånger med 959:an.

### Formel 1
Porsche hade kört enstaka formel 1-lopp i slutet av femtiotalet med sina F2-bilar. Under säsongerna 1961 och 1962 drev man ett formel 1-stall med bland andra Joakim Bonnier som förare. Porsche ansåg inte att resultaten motiverade kostnaden att driva ett F1-stall och efter 1962 koncentrerade företaget sina ansträngningar på sportvagnsracing.

### Sportvagnsracing
Porsches sportvagnar var mycket framgångsrika i sportvagns-VM:s mindre klasser under sextiotalet, med de förhållandevis små bilarna kunde sällan slåss om totalsegern. Företaget byggde dock allt större modeller och 1969 vann Porsche VM-titeln för första gången. Framgångarna fortsatte i början av sjuttiotalet med 917-modellen som även var framgångsrik i amerikanska Can-Am. Under slutet av årtiondet dominerade Porsche sportvagnsracingen med modellerna 935 och 936. Framgångarna fortsatte under Grupp C-eran på åttiotalet. 956:an och efterträdaren 962 vann Le Mans 24-timmars sex år i rad och tog hem VM-titeln fem år i rad. Porsche vann sin senaste seger på Le Mans 1998. Därefter lades fabriksstallet ned.
Sedan början av 1990-talet har Porsche byggt tävlingsversioner av 911:an för privata stall, avsedda för GT-racing. För den som saknar intresse eller resurser att tävla i internationella GT-serier driver Porsche även sin egen Carrera Cup. I mitten av 2000-talet gjorde Porsche en comeback till sportvagnsprototyperna med RS Spyder-modellen.

### Motortillverkning
I mitten av åttiotalet byggde Porsche F1-motorer åt McLaren under namnet TAG Turbo Engines.

## Museer
Porsche-Museum ligger i Zuffenhausen. Ett nytt museum öppnades 31 januari 2009.
I Gmünd i Österrike finns Porsche Automuseum Gmünd.